# Отемна
Отемна (на словенски: Otemna) е село в Словения, Савински регион, община Целе. Според Националната статистическа служба на Република Словения през 2015 г. селото има 118 жители.